# Aydın Sefa Akay
Aydın Sefa Akay (Ankara, 3 augustus 1950), is een Turks diplomaat en jurist. Hij vertegenwoordigde zijn land tijdens tal van internationale bijeenkomsten, waaronder van internationale organisaties als de Verenigde Naties en het Internationaal Atoomenergieagentschap. Sinds 2009 is hij rechter van het Rwanda-tribunaal in Tanzania.

## Levensloop
Sefa studeerde rechten aan de Universiteit van Ankara en slaagde daar in 1972 als Bachelor of Laws. Hierna volgde hij een studie Russische taal van de Verenigde Naties. Tussen 1990 tot 1993 volgde hij colleges in de mensenrechten aan de New York-universiteit. In 1998 behaalde hij zijn mastergraad op het gebied van Atatürk, Revoluties en Principes met een proefschrift over Mensenrechten en Turkije. In 1999 ontving hij verder nog een certificaat van de Europese Unie op het gebied van mededingingsrecht. Hij volgde honderden zaken die dienden voor het Europees Hof voor de Rechten van de Mens en schreef meerdere papers die werden afgedrukt in diverse vaktijdschriften.
Hij begon zijn loopbaan in 1973 als juridisch adviseur voor het Turks-Engelse Genootschap in Ankara en was vervolgens van 1987 tot 2009 juridisch adviseur voor het Ministerie van Buitenlandse Zaken, waaronder in de periode van 1989 tot 1993 bij de Turkse afvaardiging bij de Verenigde Naties in New York, van 1998 tot 2000 op de Turkse ambassade in Nicosia, Cyprus, en van 1996 tot 1998 en nogmaals van 2002 tot 2009 bij de Turkse afvaardiging bij de Raad van Europa in Straatsburg.
Hij vertegenwoordigde zijn land tijdens de algemene vergaderingen van de Verenigde Naties, van de UNESCO en van het Internationaal Atoomenergieagentschap, en verder in de UNCITRAL (Verenigde Naties-commissie voor Internationaal Handelsrecht), in het programma Partners in Peace van de NAVO, in de Aziatisch-Afrikaanse Juridische Raadgevende Commissie (AALCC), in de voorbereidingscommissie van het Internationale Strafhof, tijdens zeerechtenconferenties, tijdens de onderhandelingen over het Biodiversiteitsverdrag in Rio de Janeiro en verschillende andere conferenties meer. Daarnaast was hij van 1991 tot 1992 lid van het arbitragepanel van de beroepskamer van het Gerecht voor ambtenarenzaken van de Verenigde Naties.
In 2009 werd hij beëdigd als rechter van het Rwanda-tribunaal in de Tanzaniaanse stad Arusha. Daarnaast werd hij in 2012 beëdigd tot rechter van het Internationale Residumechanisme voor Straftribunalen, om op oproepbasis lopende zaken af te handelen van het Rwanda-tribunaal en het Joegoslavië-tribunaal.